# العلاقات البوروندية السويسرية
العلاقات البوروندية السويسرية هي العلاقات الثنائية التي تجمع بين بوروندي وسويسرا.

## مقارنة بين البلدين
هذه مقارنة عامة ومرجعية للدولتين:
| وجه المقارنة                                              | بوروندي                                    | سويسرا                                                                                      |
| --------------------------------------------------------- | ------------------------------------------ | ------------------------------------------------------------------------------------------- |
| المساحة (كم2)                                             | 27.83 ألف                                  | 41.28 ألف                                                                                   |
| عدد السكان (نسمة)                                         | 10.86 مليون                                | 8.21 مليون                                                                                  |
| الكثافة السكانية (ن./كم²)                                 | 390.23                                     | 198.89                                                                                      |
| العاصمة                                                   | بوجومبورا، جيتيغا                          | برن                                                                                         |
| اللغة الرسمية                                             | اللغة الكيروندية، لغة فرنسية، لغة إنجليزية | اللغة الألمانية، اللغة الإيطالية، لغة فرنسية، اللغة الرومانشية، الألمانية السويسرية الموحدة |
| العملة                                                    | فرنك بوروندي                               | فرنك سويسري                                                                                 |
| الناتج المحلي الإجمالي (بليون دولار)                      | 3.48 مليار                                 | 678.89 مليار                                                                                |
| الناتج المحلي الإجمالي (تعادل القوة الشرائية) بليون دولار | 8.13 مليار                                 | 518.07 مليار                                                                                |
| الناتج المحلي الإجمالي الاسمي للفرد دولار أمريكي          | 277                                        | 80.94 ألف                                                                                   |
| الناتج المحلي الإجمالي للفرد دولار أمريكي                 | 77                                         | 59.54 ألف                                                                                   |
| مؤشر التنمية البشرية                                      | 0.400                                      | 0.930                                                                                       |
| رمز المكالمات الدولي                                      | +257                                       | +41                                                                                         |
| رمز الإنترنت                                              | .bi                                        | .ch، .swiss ‏                                                                                |
| المنطقة الزمنية                                           | ت ع م+02:00                                | توقيت وسط أوروبا، ت ع م+01:00، ت ع م+02:00، أوروبا/زيورخ ‏                                   |

## منظمات دولية مشتركة
يشترك البلدان في عضوية مجموعة من المنظمات الدولية، منها:
| علم المنظمة | اسم المنظمة                               | تاريخ انضمام بوروندي | تاريخ انضمام سويسرا |
| ----------- | ----------------------------------------- | -------------------- | ------------------- |
|             | مؤسسة التمويل الدولية                     | 28 نوفمبر 1979       | 29 مايو 1992        |
|             | منظمة حظر الأسلحة الكيميائية              | ?                    | ?                   |
|             | يونسكو                                    | 16 نوفمبر 1962       | 28 يناير 1949       |
|             | البنك الإفريقي للتنمية                    | ?                    | ?                   |
|             | الاتحاد الدولي للاتصالات                  | 16 فبراير 1963       | 1866                |
|             | الأمم المتحدة                             | 18 سبتمبر 1962       | 10 سبتمبر 2002      |
|             | منظمة الشرطة الجنائية الدولية             | ?                    | ?                   |
|             | البنك الدولي للإنشاء والتعمير             | 28 سبتمبر 1963       | 29 مايو 1992        |
|             | الاتحاد البريدي العالمي                   | ?                    | ?                   |
|             | مؤسسة التنمية الدولية                     | 28 سبتمبر 1963       | 29 مايو 1992        |
|             | منظمة التجارة العالمية                    | 23 يوليو 1995        | ?                   |
|             | المركز الدولي لتسوية المنازعات الاستشارية | 5 ديسمبر 1969        | 14 يونيو 1968       |
|             | وكالة ضمان الاستثمار متعدد الأطراف        | 10 مارس 1998         | 12 أبريل 1988       |

## وصلات خارجية
- موقع وزارة الخارجية السويسرية